# Robersart
Robersart – miejscowość i gmina we Francji, w regionie Hauts-de-France, w departamencie Nord.
Według danych na rok 1990 gminę zamieszkiwały 173 osoby, a gęstość zaludnienia wynosiła 74 osób/km² (wśród 1549 gmin regionu Nord-Pas-de-Calais Robersart plasuje się na 1036. miejscu pod względem liczby ludności, natomiast pod względem powierzchni na miejscu 886.).